# 15 perc hírnév
A 15 perc hírnév (eredeti címe: 15 Minutes) 2001-es amerikai bűnügyi akcióthriller, amelyet John Herzfeld írt és rendezett. A produkció főbb szerepeiben Robert De Niro, Edward Burns és Kelsey Grammer. 2001. március 1-jén mutatták be az Egyesült Államokban. Magyarországon 2001. május 24-től volt megtekinthető a mozikban.

## Cselekmény
Két bűnöző, Emil Slovak és Oleg Razgul New Yorkba jönnek, hogy begyűjtsék a bankrablásból származó zsákmányrészüket. A pénzt azonban a harmadik bűntárs elköltötte, ezért Emil megöli őt és feleségét, majd felgyújtja a lakást. Oleg erről videofelvételt készít.
Flemming rendőrtiszt és Warsaw tűzoltó vizsgálják az ügyet, és kihallgatják a szemtanút, Daphnét. Daphnét azonban korábban Oleg megfenyegette, ezért nem jutnak előre a segítségével. Mikor a rendőr nyilatkozik a sajtónak, Emil irigykedik a férfi hírnevére, ezért Oleggel betörnek a rendőr házába. Oleg kamerája előtt megverik és megfenyegetik, majd a felvételt eladják egymillió dollárért egy televíziós műsorvezetőnek. A rendőr később belehal a sérüléseibe.
Warsaw-nak sikerült letartóztatnia Emilt, de Oleg a felvételekkel együtt olajra lép. Egy sztárügyvéd segítségével Emil később meggyőzi a bíróságot arról, hogy a valódi elkövető Oleg Razgul volt. Oleg azonban eljuttatja a riporter Robert Hawkinsnak azt a videofelvételt, amely bizonyítja, hogy Emil beszámítható volt, és mindent részletesen megtervezett.
Oleg lövést ad le Emilre, de végül a viszonttűzben életét veszti. Emil foglyul ejti Flemming rendőr barátnőjét, Nicolette Karas riportert, de Warsaw-nak sikerül lelőnie a férfit.

## Szereplők
| Szerep                  | Színész            | Magyar hangja         |
| ----------------------- | ------------------ | --------------------- |
| Eddie Flemming          | Robert De Niro     | Végvári Tamás         |
| Jordy Warsaw            | Edward Burns       | Rátóti Zoltán         |
| Robert Hawkins          | Kelsey Grammer     | Szersén Gyula         |
| Leon Jackson            | Avery Brooks       | Kőszegi Ákos          |
| Nicolette Karas         | Melina Kanakaredes | Tóth Enikő            |
| Emil Slovak             | Karel Roden        | Epres Attila          |
| Oleg Razgul             | Oleg Taktarov      | Szabó Győző           |
| Daphne Handlova         | Vera Farmiga       | Kiss Eszter           |
| Bobby Korfin            | John DiResta       | Kerekes József        |
| Duffy kapitány          | James Handy        | Dobránszky Zoltán     |
| Tommy Cullen            | Darius McCrary     | Bognár Tamás          |
| Bruce Cutler            | Bruce Cutler       | Papp János            |
| Rose Hearn              | Charlize Theron    | Solecki Janka         |
| Cassandra               | Kim Cattrall       | Holló Orsolya         |
| rabló a Central Parkban | David Alan Grier   | Földi Tamás           |
| Milos                   | Vladimir Mashkov   | Bede-Fazekas Szabolcs |
| Tamina                  | Irina Gasanova     | Oláh Orsolya          |
| Honey                   | Noelle Evans       | Erdős Borcsa          |
| Maggie                  | Mindy Marin        | Koffler Gizella       |

## Fogadtatás

### Kritikai visszhang
A film általánosságban kedvezőtlen kritikákat kapott. A Rotten Tomatoeson 32%-os minősítést ért el 123 értékelés alapján, az összefoglaló szerint: „Bármennyire is kritikusan viszonyul a média szenzációhajhászásához, a 15 perc hírnév maga is belefeledkezik a durva erőszakba, és szatírája túl nehézkes ahhoz, hogy hatásos legyen.” Desson Thomson a Washington Posttól azt írta: „Herzfeld egy másodrangú mester, aki egyszerűen csak megújítja a témákat, stílusokat és egy olyan történetszálat, amelyet mindannyian láttunk már valahol - és belefáradtunk.” Jay Carr a Boston Globe-tól azt írta: „Dinamikus filmet lehetne készíteni a celebkultúra, az erőszak és a média cinkosságának összeütközéséről - és összejátszásáról. De ez nem a 15 perc hírnév.”
A MetaCritic 34 pontot adott a 100-ból 32 vélemény alapján. Roger Ebert azt írta: „Cinikus, kegyetlen szatíra az erőszakról, a médiáról és a romlottságról. Nincs meg benne a Született gyilkosok csiszoltsága vagy az Amikor a farok csóválja… szellemessége, de ez egy igazi film, durva éleivel együtt, és nem egy újabb láncszem a kolbászgyárból.” Peter Travers a Rolling Stone-tól azt írta: „Nagy és harsány, de emiatt nem kevésbé szórakoztató.” Owen Gleiberman az Entertainment Weeklytől azt írta: „Kevésbé öncélú, mint inkább ürügy, kiindulópont a hivalkodó, mesterkélt, a kizsákmányolás határát súroló jelenetekhez, amelyek nem állnak össze, mert valójában nem azért vannak, hogy bármit is tegyenek, hanem azért, hogy pénzért lőtt izgalmakként adják el magukat.”

### Bevétel adatai
A Box Office Mojo szerint a film veszteséges volt. A 60 millió dolláros költségvetésből 56,3 millió dolláros bevételt termelt.